# مديد
المديد أو العليق أو المرخ (باللاتينية: Cynanchum) جنس نباتي يتبع الفصيلة الدفلية. يضم 283 نوعا مقبولا و258 نوعا لم يحسم أمرها بعد.

## من أنواع المديدالواطنةفيالوطن العربي
- المديد المدبب (باللاتينية: Cynanchum acutum) في بلاد الشام ومصر والمغرب العربي وحوض البحر الأبيض المتوسط وحوض البحر الأسود

## من أنواعه الأخرى
- المديد الأسود (باللاتينية: Cynanchum nigrum)